# Cutie Pie
Cutie Pie (นิ่งเฮียก็หาว่าซื่อ) é uma série de televisão tailandesa de drama romântico de 2022, estrelada por Pruk Panich (Zee) e Chawarin Perdpiriyawong (NuNew).
A primeira temporada foi ao ar de 19 de fevereiro a 14 de maio de 2022, na Workpoint TV todos os sábados às 22h30 (BMT) por 12 episódios. Foi seguida por uma segunda temporada especial de 4 episódios intitulada Cutie Pie 2 You (นิ่งเฮีย 2 You) que foi ao ar de 6 a 27 de janeiro de 2023.

## Sinopse

### Primeira temporada
Lian e Kuea estão noivos desde a infância por causa de uma promessa entre os avós. Ao crescer, Lian se tornou um empresário frio e sério; por outro lado, Kuea é um estudante universitário de espírito livre que adora motos e música, mas esconde a sua verdadeira natureza atrás de uma fachada equilibrada para agradar a Lian. Sem o conhecimento de Kuea, Lian sabe que seu noivo não é o boneco agradável que finge ser e que Kuea canta em um bar sob o pseudônimo de Kirin.
Quando Kuea descobre que Lian não o ama de volta, ele declara que quer romper o noivado e, com isso, Lian leva Kuea para sua casa para morarem juntos e tentar fazê-lo mudar de ideia.

### Segunda temporada
Depois que Kuea se forma na universidade, Lian começa a planejar a cerimônia de casamento. Nesse ínterim, Kuea recebe uma oferta para estrear como idol na Coreia do Sul.

## Elenco e personagens

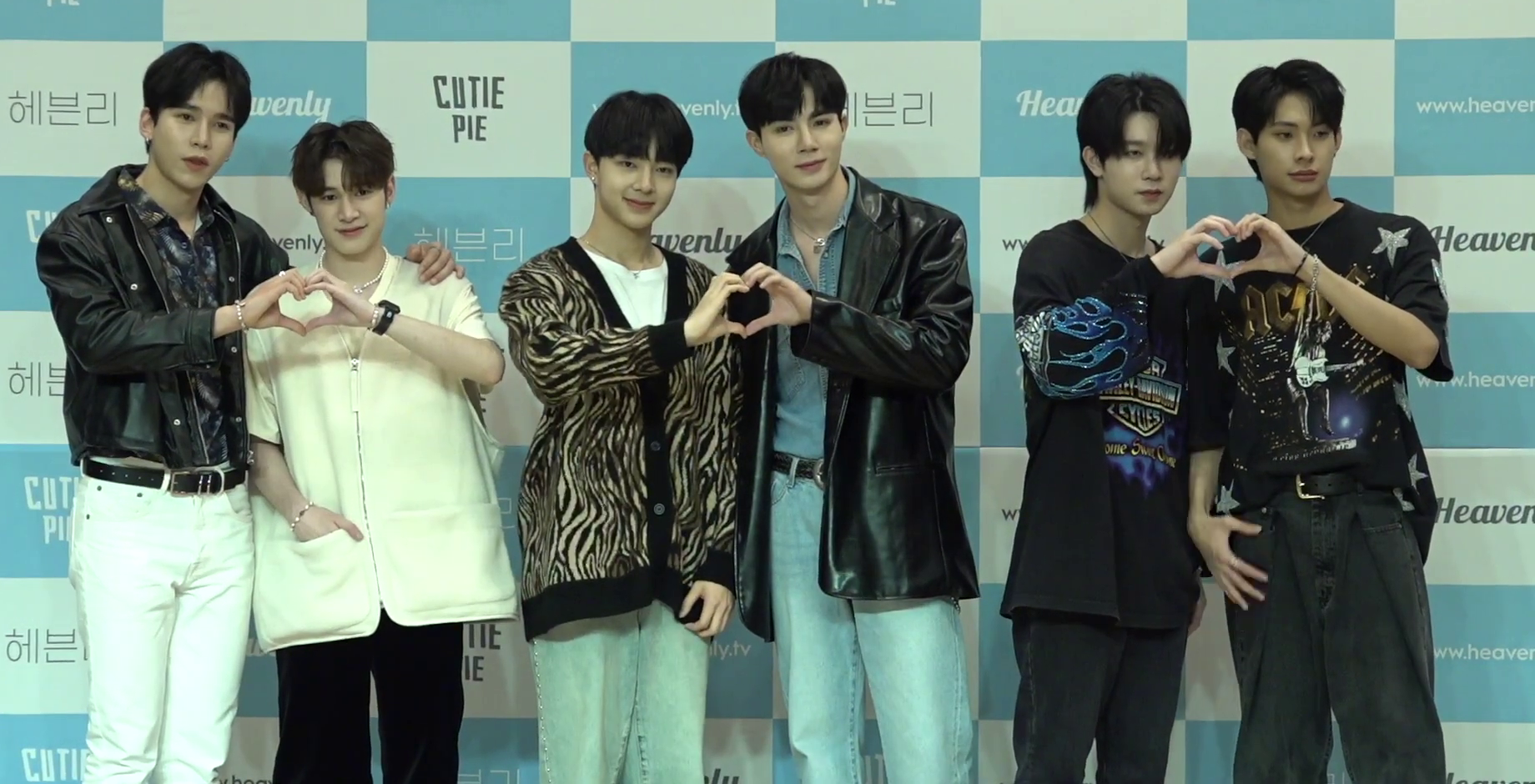
O elenco principal. Da esquerda para a direita: Max, Nat, NuNew, Zee, Yim e Tutor.

- Pruk Panich (Zee) como Lian Kilen Wang, um jovem empresário de ascendência chinesa, dono da empresa Kilen
  - Achita Panyamang como Lian Kilen Wang (criança)
- Chawarin Perdpiriyawong (NuNew) como Kuea Keerati, uma estudante universitária de família aristocrática que se especializa em Engenharia
- Natasitt Uareksit (Nat) como Thacha Wongtheerawit "Kondiao", o melhor amigo de Kuea
  - Punnathorn Pornprasit (Kuma) como Kondiao (criança)
- Kornthas Rujeerattanavorapan (Max) como Phayak Chatdecha Chen "Yi", o melhor amigo de Lian
  - Pakapon Tanphanich (RoodBus) como Yi (criança)
- Pharinyakorn Khansawa (Yim) como Syn-Samer "Syn", colega de classe de Kuea
- Koraphat Lamnoi (Tutor) como Nuer, colega de classe de Kuea
- Nakhun Screaigh (Perth) como Jay, proprietário do Gemini Club
- Ratchapong Anomakiti (Poppy) como Foei, secretário e motorista de Lian
- Piamchon Damrongsunthornchai (Tonnam) como Ton-Rak "Ton", colega de classe de Kuea
- Purewarin Kosiriwalanon (Pure) como Nuchy, colega de classe de Kuea
- Jirakit Kanjanawaraporn (Barbell) como Pongsatorn "Jab", colega de classe de Kuea
- Athiwad Sanidwong Na Ayoodthayaa (Ton) como Auea, avô de Kuea
- Paramej Noiam (Plai) como parceiro de Auea
- Noppanut Guntachai (Boun) como Top, amigo de Lian
- Warut Chawalitrujiwong (Prem) como Win, amigo de Lian
- Sorntast Buangam (Mark) como Black, amigo de Lian
- Ornvipa Assavanig como Jennie, parceira de negócios de Lian
- Poramaporn Jangkamol (June) como Kewarin, mãe de Kuea
- Janya Thanasawaangkoun (Ya) como Ja, governanta de Kuea
- Phutharit Prombandal (Wit) como Cai Wang, pai de Lian

## Produção
A produção de uma adaptação live action do romance best-seller de BamBam intitulado Cutie Pie foi anunciada em 28 de março de 2021. O elenco principal foi revelado entre maio e junho de 2021, enquanto, em outubro, uma parceria entre Mandee Work, Domundi e WeTV foram criados. O primeiro trailer foi publicado em 21 de outubro de 2021. As filmagens da primeira temporada começaram em 27 de outubro de 2021 e terminaram em 4 de abril de 2022.
A segunda temporada começou a ser filmada em 22 de setembro e terminou em 4 de novembro de 2022. O trailer foi lançado em 27 de dezembro de 2022.

## Episódios
| Temporada | Temporada | Episódios | Episódios | Originalmente exibido   | Originalmente exibido |
| Temporada | Temporada | Episódios | Episódios | Estreia da temporada    | Final da temporada    |
| --------- | --------- | --------- | --------- | ----------------------- | --------------------- |
|           | 1         | 12        | 12        | 19 de fevereiro de 2022 | 14 de maio de 2022    |
|           | 2         | 4         | 4         | 6 de janeiro de 2023    | 27 de janeiro de 2023 |

### 1ª Temporada (2022)
| N.º | Título        | Exibição original       |
| --- | ------------- | ----------------------- |
| 1 | "Episódio 1"  | 19 de fevereiro de 2022 |
| Kuea e Lian estão noivos desde jovens e faltam apenas alguns anos para Kuea se formar na universidade e eles se casarem. Para agradar o noivo, a quem ama profundamente, Kuea finge ser um cara educado e bem comportado, e que está se formando em Engenharia da Computação, enquanto na verdade estuda Engenharia, adora motos e, todas as quintas-feiras à noite, se apresenta no Gemini Club como Kirin, cantor e baterista. Quando um dos encontros de sexta-feira é interrompido devido a um acidente de trabalho, Kuea pergunta a Lian por que ele nunca disse "eu te amo". Lian responde que o noivado com ele é um dever que ele prometeu ao avô de Kuea, um grande benfeitor da família Wang, e que ele não ama Kuea. Kuea então declara que deseja cancelar o noivado. |               |                         |
| 2 | "Episódio 2"  | 26 de fevereiro de 2022 |
| Depois de terminar com Lian, Kuea decide revelar a identidade de Kirin durante uma apresentação no Gemini Club e finalmente ser ele mesmo. Depois, ele fica bêbado e é abordado por um homem, mas é salvo por Lian, que na verdade sabe da dupla identidade de Kuea e de tudo que o garoto escondeu dele. Kuea não reconhece Lian, mas pensa que ele é apenas alguém que se parece com seu ex-namorado. Enquanto Lian o leva para casa, Kuea pergunta a Lian se ele não pode retribuir o amor e Lian beija Kuea pela primeira vez. |               |                         |
| 3 | "Episódio 3"  | 5 de março de 2022      |
| Kuea acorda em sua casa secreta, mobiliada com as coisas que ele gosta, ao contrário de seu quarto na Mansão Keerati, e se pergunta como chegou lá. Ele se lembra vagamente de ter beijado um estranho que se parecia muito com Lian e pergunta ao seu melhor amigo Kondiao, que estava com ele no Gemini Club, se ele sabe de alguma coisa, mas Kondiao foi embora primeiro. Kuea não se atreve a perguntar a Lian, mas ao saber que seu namorado está indo à boate, ele suspeita que sabe sobre Kirin. No dia seguinte, de volta da universidade, Kuea encontra Lian na Mansão Keerati, e seu noivo anuncia que a partir de agora Kuea irá morar com ele. |               |                         |
| 4 | "Episódio 4"  | 12 de março de 2022     |
| Kuea não quer seguir Lian, mas este informa que conseguiu permissão da mãe de Kuea para que se conhecessem melhor; mesmo assim, Kuea não acredita nele e liga para sua mãe na Áustria para ter uma confirmação. No final, ele aceita se mudar para descobrir o que Lian está tentando fazer e qual pode ser seu plano secreto. Posteriormente, Kuea diz a Jay que não poderá se apresentar no Gemini Club por algum tempo. |               |                         |
| 5 | "Episódio 5"  | 19 de março de 2022     |
| Lian oferece a Jay para se tornarem parceiros de negócios, descobrindo assim que Kuea parou de cantar por enquanto. Os dois elaboram um estratagema para fazer Kuea cantar novamente, selando assim o acordo. No dia seguinte, mesmo sendo sábado e dia de folga, Lian leva Kuea para a universidade. |               |                         |
| 6 | "Episódio 6"  | 26 de março de 2022     |
| Depois do trabalho, Lian busca Kuea na universidade. À noite, Jay liga para Kuea dizendo que o famoso produtor coreano Jong-Kook está na Gemini e quer vê-lo: Kuea tenta fugir de casa, mas não consegue escapar de Lian. Enquanto isso, Lian organiza um encontro para mostrar a Kuea que presta atenção nele. Na manhã seguinte, Kuea se oferece para ajudar Lian a preparar o café da manhã, mas acaba sendo duramente repreendido por seu descuido com a faca. O menino começa a chorar porque é sempre um fardo; quando ele acrescenta que entende porque Lian não o ama, Lian o cala com um beijo. |               |                         |
| 7 | "Episódio 7"  | 2 de abril de 2022      |
| Lian leva Kuea para um encontro no circuito e depois no supermercado. À noite, os dois encontram os amigos de Lian no Pentagon Club, mas Kuea suspeita que Lian está tramando algo, já que ele é excepcionalmente legal. Na verdade, Lian só quer que seu noivo se abra com ele, deixando Kuea entrar em seu mundo primeiro. Os amigos de Lian perguntam a Kuea por que ele quer cancelar o noivado, e Kuea responde que é porque Lian não o ama. Quando Lian responde que sempre o amou, Kuea o beija na frente de todos. |               |                         |
| 8 | "Episódio 8"  | 9 de abril de 2022      |
| Lian e Kuea voltam do Pentágono para casa e resolvem seus mal-entendidos. Lian confessa que foi ele quem trouxe Kuea para casa quando ele estava bêbado e que não disse a Kuea que o amava porque queria provar isso por meio de ações e não de palavras. Eles então passam a noite juntos; Kuea, porém, acha que é bom demais para ser verdade e tem medo de se machucar. |               |                         |
| 9 | "Episódio 9"  | 23 de abril de 2022     |
| Kuea acidentalmente descobre que todas as terras e títulos de propriedade da família Keerati foram transferidas para o nome de Lian, tornando seu noivo o único dono de tudo. |               |                         |
| 10 | "Episódio 10" | 30 de abril de 2022     |
| Lian pede que Kuea seja seu namorado. Embora aceite, Kuea ainda tem dúvidas sobre o relacionamento deles caso continuem guardando segredos um do outro. No final, Kuea entra em contato com a mãe e pergunta se a família está falindo. |               |                         |
| 11 | "Episódio 11" | 7 de maio de 2022       |
| Como sua mãe lhe disse que não há nada com que se preocupar, Kuea decide fingir que não tem noção, mas acaba confrontando Lian, descobrindo que o negócio de seda da família Keerati não está indo bem e que a transferência para Lian é apenas uma mudança temporária para evitar perder tudo para outra pessoa. Lian não disse a ele para não colocar estresse em Kuea. O casal então comparece às comemorações do 60º aniversário do pai de Lian, durante as quais Lian pede Kuea em casamento, mas Kuea o rejeita porque Lian ainda não conhece quem ele é de verdade. |               |                         |
| 12 | "Episódio 12" | 14 de maio de 2022      |
| Lian persegue Kuea quando ele sai da festa. Na casa secreta de Kuea, ele diz que sabe tudo sobre as verdadeiras paixões de Kuea e que Kuea não precisa fingir ser outra pessoa porque Lian ama qualquer versão dele; assim, o casal se reconcilia. No dia seguinte, Kuea diz a seus amigos que quer pedir Lian em casamento e pede a ajuda deles, mas suas tentativas falham porque são muito previsíveis. No final, ele propõe cantando uma música e Lian aceita. |               |                         |

### 2ªTemporada (2023)
| N.º | Título          | Exibição original     |
| --- | --------------- | --------------------- |
| 1 | "Yes or No"     | 6 de janeiro de 2023  |
| Um ano se passou. Kuea termina seu programa de estágio e se forma na universidade, então ele e Lian decidem que é hora de se casarem. |                 |                       |
| 2 | "Love or Dream" | 13 de janeiro de 2023 |
| No meio dos preparativos do casamento, Kuea é abordado pela empresa de entretenimento sul-coreana Cosmixo Entertainment para assinar um contrato musical com eles e estrear como idol. Kuea está em conflito sobre seu futuro e não sabe como dizer a Lian que deseja aproveitar esta oportunidade.                                                                                 |                 |                       |
| 3 | "Play or Pause" | 20 de janeiro de 2023 |
| Lian aceita a decisão de Kuea de se mudar para a Coreia do Sul para seguir seu sonho de se tornar cantor. Eles então comparecem à despedida de solteiro na noite anterior à cerimônia de casamento. |                 |                       |
| 4 | "Finally"       | 27 de janeiro de 2023 |
| A cerimônia é arruinada por uma série de acontecimentos inesperados: o chef adoece, uma chuva torrencial destrói o ambiente externo, o padre não pode comparecer e a aliança de casamento de Lian desaparece, mas, quando finalmente recuperam a aliança e para de chover, Lian e Kuea se casam com Jay como oficial. Algum tempo depois, Kuea estreia como Kirin na Coreia do Sul. |                 |                       |

## Recepção
A série alcançou o primeiro lugar no X (antigo Twitter) todas as semanas durante sua exibição e foi popular tanto na Tailândia quanto no exterior, especialmente em outros países asiáticos como Coreia do Sul, Japão e China. O número total de visualizações no canal Mandee no YouTube, onde Cutie Pie foi carregado uma hora após a transmissão, ultrapassou 100 milhões com o episódio 8 e 120 milhões com o episódio 10. A popularidade da série no a mídia social continuou com a segunda temporada.
Cutie Pie foi apreciada por ensinar que amar é aprender a aceitar um ao outro como você é, em vez de tentar ser perfeito. Também foi elogiado por sua fotografia e pela narrativa concisa e moderna. Após o primeiro episódio, The Standard escreveu que Cutie Pie levou os espectadores a explorar a vida e a desigualdade no casamento de casais gays, e que era uma voz importante para a comunidade LGBTQ+.

## Prêmios e indicações
| Associações                   | Ano  | Categoria                                             | Nomeações                                           | Resultado |
| ----------------------------- | ---- | ----------------------------------------------------- | --------------------------------------------------- | --------- |
| Feed Y Capital Awards         | 2022 | Prêmio Y de Ator do Ano                               | Pruk Panich (Zee)                                   | Venceu    |
| Feed Y Capital Awards         | 2022 | Prêmio Y de Ator do Ano                               | Chawarin Perdpiriyawong (NuNew)                     | Venceu    |
| Feed Y Capital Awards         | 2023 | Prêmio de Melhor Casal                                | Pruk Panich (Zee) e Chawarin Perdpiriyawong (NuNew) | Indicados |
| Heavenly Awards               | 2023 | Prêmio de Melhor Casal                                | Pruk Panich (Zee) e Chawarin Perdpiriyawong (NuNew) | Venceram  |
| Howe Awards                   | 2022 | Prêmio Série Mais Quente                              | Cutie Pie                                           | Venceu    |
| Howe Awards                   | 2022 | Prêmio de Melhor Casal                                | Pruk Panich (Zee) e Chawarin Perdpiriyawong (NuNew) | Venceram  |
| Howe Awards                   | 2023 | Prêmio de Melhor Casal                                | Pruk Panich (Zee) e Chawarin Perdpiriyawong (NuNew) | Indicados |
| Kazz Awards                   | 2022 | Kazz Favorito                                         | Cutie Pie                                           | Venceu    |
| Kazz Awards                   | 2022 | Estrela Brilhante do Ano                              | Chawarin Perdpiriyawong (NuNew)                     | Venceu    |
| Kazz Awards                   | 2022 | Melhor Jovem do Ano                                   | Pruk Panich (Zee)                                   | Venceu    |
| Kazz Awards                   | 2022 | Artista Mais Quente                                   | Pruk Panich (Zee) e Chawarin Perdpiriyawong (NuNew) | Venceram  |
| Kazz Awards                   | 2023 | Série do Ano                                          | Cutie Pie                                           | Indicado  |
| Kazz Awards                   | 2023 | Casal do Ano                                          | Pruk Panich (Zee) e Chawarin Perdpiriyawong (NuNew) | Indicados |
| Kazz Awards                   | 2023 | Prêmio Artista Masculino Popular                      | Chawarin Perdpiriyawong (NuNew)                     | Venceu    |
| Kazz Awards                   | 2023 | Prêmio Popular Adolescente Masculino                  | Chawarin Perdpiriyawong (NuNew)                     | Venceu    |
| Kazz Awards                   | 2023 | Melhor Jovem do Ano                                   | Pruk Panich (Zee)                                   | Venceu    |
| Kazz Awards                   | 2023 | O Melhor Ator do Ano                                  | Pruk Panich (Zee)                                   | Venceu    |
| Kom Chad Luek Awards          | 2023 | Série Tailandesa Popular                              | Cutie Pie                                           | Venceu    |
| Kom Chad Luek Awards          | 2023 | O Casal Y Mais Popular                                | Pruk Panich (Zee) e Chawarin Perdpiriyawong (NuNew) | Venceram  |
| Line Stickers Awards          | 2022 | Prêmio Escolha do Povo                                | Cutie Pie                                           | Venceu    |
| Manimekhala Awards            | 2022 | Prêmio Casal Y de Destaque                            | Pruk Panich (Zee) e Chawarin Perdpiriyawong (NuNew) | Venceram  |
| Manimekhala Awards            | 2022 | Excelente Nova Estrela – Série Y                      | Chawarin Perdpiriyawong (NuNew)                     | Venceu    |
| Manimekhala Awards            | 2022 | Prêmio Organizador de Destaque – Série Y              | Mandee Work Co.                                     | Venceu    |
| Maya TV Awards                | 2023 | Prêmio Estrela em Ascensão Masculina do Ano           | Chawarin Perdpiriyawong (NuNew)                     | Venceu    |
| Maya TV Awards                | 2023 | Prêmio Jovem Mais Atraente do Ano                     | Pruk Panich (Zee)                                   | Venceu    |
| Maya TV Awards                | 2023 | Prêmio de Melhor Casal do Ano                         | Pruk Panich (Zee) e Chawarin Perdpiriyawong (NuNew) | Indicados |
| Maya TV Awards                | 2023 | Melhor Trilha Sonora Original                         | "My Cutie Pie" por NuNew                            | Indicado  |
| Maya TV Awards                | 2023 | Prêmio Série do Ano                                   | Cutie Pie                                           | Indicado  |
| Maya TV Awards                | 2023 | Prêmio de Popularidade Maia                           | Chawarin Perdpiriyawong (NuNew)                     | Indicado  |
| MChoice Mint Awards           | 2022 | Recruta do Ano                                        | Chawarin Perdpiriyawong (NuNew)                     | Venceu    |
| Mellow Pop                    | 2022 | Melhores Músicas do Mês (Setembro)                    | "Baby Boo"                                          | Venceu    |
| Nine Entertain Awards         | 2023 | Favorito dos Fãs                                      | Pruk Panich (Zee) e Chawarin Perdpiriyawong (NuNew) | Indicados |
| Sanook Top of the Year Awards | 2022 | Série do Ano para Remetentes                          | Cutie Pie                                           | Venceu    |
| Sanook Top of the Year Awards | 2022 | Casal Rnviado do Ano                                  | Pruk Panich (Zee) e Chawarin Perdpiriyawong (NuNew) | Venceram  |
| Sanook Top of the Year Awards | 2022 | Estrela Masculina em Ascensão do Ano                  | Chawarin Perdpiriyawong (NuNew)                     | Venceu    |
| Sudsapda Y Awards             | 2022 | Série Y do Ano                                        | Cutie Pie                                           | Venceu    |
| Sudsapda Y Awards             | 2022 | A Dupla de Estrelas em Ascensão do Ano                | Pruk Panich (Zee) e Chawarin Perdpiriyawong (NuNew) | Venceram  |
| Sudsapda Y Awards             | 2022 | Ator do Ano                                           | Pruk Panich (Zee)                                   | Venceu    |
| Sudsapda Y Awards             | 2022 | Ator do Ano                                           | Chawarin Perdpiriyawong (NuNew)                     | Venceu    |
| True Insider TV               | 2022 | Melhor do Ano                                         | Cutie Pie                                           | Venceu    |
| YUniverse Awards              | 2022 | Melhor Série Y                                        | Cutie Pie                                           | Venceu    |
| YUniverse Awards              | 2022 | Prêmio Excelência - Melhor Elenco e Produtor de Série | Cutie Pie                                           | Venceu    |
| YUniverse Awards              | 2022 | Personagens Coadjuvantes Populares                    | Cutie Pie                                           | Venceram  |
| YUniverse Awards              | 2022 | Melhor Cena de Beijo                                  | Cutie Pie                                           | Indicado  |
| YUniverse Awards              | 2022 | Melhor Casal                                          | Pruk Panich (Zee) e Chawarin Perdpiriyawong (NuNew) | Indicados |
| YUniverse Awards              | 2022 | Melhor Ator Principal                                 | Pruk Panich (Zee)                                   | Venceu    |
| YUniverse Awards              | 2022 | Melhor Ator Principal                                 | Chawarin Perdpiriyawong (NuNew)                     | Venceu    |
| YUniverse Awards              | 2022 | Melhor Amigo Solidário                                | Ratchapong Anomakiti (Poppy)                        | Indicado  |
| YUniverse Awards              | 2022 | Melhor Amigo Solidário                                | Piamchon Damrongsunthornchai (Tonnam)               | Indicado  |
| YUniverse Awards              | 2022 | Melhores Dofos                                        | Chawarin Perdpiriyawong (NuNew)                     | Indicado  |
| YUniverse Awards              | 2022 | Melhores Dofos                                        | Natasitt Uareksit (Nat)                             | Indicado  |
| YUniverse Awards              | 2022 | Melhores Dofos                                        | Pharinyakorn Khansawa (Yim)                         | Indicado  |
| YUniverse Awards              | 2022 | Melhor OST para uma Série Y                           | "My Cutie Pie" por NuNew                            | Venceu    |
| YUniverse Awards              | 2022 | Sexy Estrela de Y                                     | Pruk Panich (Zee)                                   | Venceu    |
| YUniverse Awards              | 2022 | Sexy Estrela de Y                                     | Kornthas Rujeerattanavorapan (Max)                  | Indicado  |
| YUniverse Awards              | 2022 | Estrela Icônica Y                                     | Chawarin Perdpiriyawong (NuNew)                     | Venceu    |
| YUniverse Awards              | 2022 | Prêmio Especial Sport Light                           | Domundi TV                                          | Venceu    |
| YUniverse Awards              | 2023 | Melhor Série Y                                        | Cutie Pie 2 You                                     | Venceu    |
| YUniverse Awards              | 2023 | Melhor Casal                                          | Pruk Panich (Zee) e Chawarin Perdpiriyawong (NuNew) | Indicados |
| YUniverse Awards              | 2023 | Melhor Papel Principal                                | Chawarin Perdpiriyawong (NuNew)                     | Indicado  |
| YUniverse Awards              | 2023 | Melhor Coadjuvante                                    | Ratchapong Anomakiti (Poppy)                        | Indicado  |
| YUniverse Awards              | 2023 | Melhores Fofos                                        | Chawarin Perdpiriyawong (NuNew)                     | Indicado  |
| YUniverse Awards              | 2023 | Estrela Icônica Y                                     | Pruk Panich (Zee)                                   | Venceu    |
| YUniverse Awards              | 2023 | Estrela Icônica Y                                     | Chawarin Perdpiriyawong (NuNew)                     | Indicado  |
| YUniverse Awards              | 2023 | Melhor Parceiro                                       | Pruk Panich (Zee) e Chawarin Perdpiriyawong (NuNew) | Venceram  |